# 1994年中国中央电视台春节联欢晚会
1994年中国中央电视台春节联欢晚会（简称1994年央视春晚）是中国中央电视台于1994年2月9日（农历癸酉十二月廿九除夕）為慶祝狗年新年舉辦的綜藝性文藝晚會，于当晚20:00播出。由郎昆担任导演，倪萍、程前担任主持人。

## 节目单
| 序号 | 类型          | 节目名                                       | 表演者                                                       |
| 1    | 开场歌舞      | 《千秋万岁为大年》                           | 南京军区前线歌舞团、大连歌舞团、武警十三支队                 |
| 2    | 少儿歌舞      | 《金钹响鼓送除夕》                           | 河南开封市少儿盘鼓队、沈阳市青少年宫艺术团                   |
| 3    | 歌曲          | 《除夕情》                                   | 毛阿敏                                                       |
| 4    | 歌曲          | 《足下飞舞跳跳跳》                           | 二炮歌舞团舞蹈队                                             |
| 5    | 少儿歌舞      | 《狗娃闹春》                                 | 山东郓城宋江武术学校                                         |
| 6    | 京剧          | 《铡美案》片段、《赤桑镇》片段               | 王海波、王树芳                                               |
| 7    | 小品          | 《越洋电话》                                 | 郭达、蔡明                                                   |
| 8    | 歌曲          | 《黎明》                                     | 蔡大生                                                       |
| 9    | 综艺          | 《思乡》                                     | 孔祥东、吕思清、潭元元、徐刚                                 |
| 10   |               | 呼啦圈表演                                   | 欧阳贝妮                                                     |
| 11   | 歌曲          | 《一二三四歌》                               | 阎维文                                                       |
| 12   | 小品          | 《密码》                                     | 高秀敏、赵世林                                               |
| 13   | 歌舞          | 《找朋友》                                   | 南京军区前线歌舞团                                           |
| 14   | 无伴奏独唱    | 《蝉之歌》                                   | 贵州黔东南自治区代表队                                       |
| 15   | 歌曲          | 《竹马沙沙》                                 | 思浓、思雨                                                   |
| 16   | 群口相声      | 《跑题》                                     | 李金斗、石富宽、阎月明、单联丽                               |
| 17   | 二重唱        | 《城市面孔》                                 | 罗宁娜                                                       |
| 18   | 纪实节目      | 《全家福》                                   | 倪萍、徐永辉                                                 |
| 19   | 歌曲          | 《今日的中国人》                             | 殷秀梅                                                       |
| 20   | 小品          | 《八哥来信》                                 | 王馥荔、戚慧、赵亮                                           |
| 21   | 歌曲          | 《长大后我成了你》                           | 宋祖英                                                       |
| 22   | 小品          | 《吃饺子》                                   | 赵丽蓉、李文启、王涛                                         |
| 23   | 小品          | 《打扑克》                                   | 黄宏、侯跃文                                                 |
| 24   | 歌曲          | 《长城长》                                   | 董文华                                                       |
| 25   | 歌曲          | 《回家的人》                                 | 江涛                                                         |
| 26   | 小品          | 《上梁下梁》                                 | 郭柏松、杨瑞瑞                                               |
| 27   | 二重唱        | 《春花》                                     | 梦鸽、魏金栋                                                 |
| 28   | 戏曲集锦      | 《群英荟萃》 ①《观灯》 ②《花木兰》 ③《梁祝》 | 韩再芬、李迎春 小香玉 肖雅、吴国兰、耿其昌、王立军、郭秉新等 |
| 29   | 相声          | 《点子公司》                                 | 冯巩、牛群                                                   |
| 30   | 歌曲          | 《喊太阳》                                   | 聂建华                                                       |
| 31   | 四重唱        | 《家乡的花》                                 | 翟宪立、李丹阳、周灵燕、董青                                 |
| 32   | 二重唱        | 《无悔的选择》                               | 蔡国庆、林萍                                                 |
| 33   | 歌舞          | 《追日》                                     | 刘敏、黄启成、南京军区歌舞团、大连歌舞团                     |
| 34   | 魔术小品      | 《大变活人》                                 | 陈佩斯、朱时茂、梅婷等                                       |
| 35   | 舞蹈          | 《春梦》                                     | 沈培艺、南京军区前线歌舞团、大连歌舞团                       |
| 36   |               | 零点钟声                                     |                                                              |
| 37   | 歌舞          | 《生命之火》                                 | 韩延文                                                       |
| 38   | 歌曲          | 《听春风》                                   | 张也                                                         |
| 39   | 小品          | 《拆迁变奏曲》                               | 魏吉安、杨蕾、韩善续                                         |
| 40   | 歌舞          | 《篝火狂欢》                                 | 北京舞蹈学院民间舞系、国家民委少数民族代表队                 |
| 41   | 结束曲/片尾曲 | 《难忘今宵》（最后一曲）                     | 结尾伴奏                                                     |

## 影响
本届春晚中的小品《打扑克》体现了当年的市场经济，而宋祖英以《长大后我就成了你》赞颂了教师无私奉献的情怀。